# 國防政府
国防政府（法语：Gouvernement de la Défense nationale）是法蘭西第三共和國的第一屆政府，執政時間為1870年9月4日至1871年2月13日。普法戰爭期間，法國皇帝拿破仑三世被普鲁士军队俘虏，1870年9月4日，法蘭西第二帝國被推翻，由共和派和保皇派组成臨時政府，法蘭西第三共和國成立。路易·朱爾·特羅胥擔任首脑兼陆军部长。色當會戰后，普魯士軍隊逼近巴黎，临时政府宣布更名为“ 国防政府”。9月19日，普魯士軍隊包围巴黎。國防政府積極尋求外援，但無濟於事。1871年1月28日，國防政府与普魯士签订《停战和巴黎停战协定》，該條約规定法国必需解除常規武装，向普魯士赔款2亿法郎，限期召开“国民议会”，批准“和约草案”。2月13日，國防政府在波尔多召开國民議會，批准“和约草案”，並選舉以阿道夫·梯也爾為首的政府替代國防政府，國防政府任期結束。